# Laurel (Delaware)
Pour les articles homonymes, voir Laurel.
La ville de Laurel est située dans le comté de Sussex, dans l’État du Delaware, aux États-Unis. Sa population s’élevait à 3 708 habitants lors du recensement de 2010, estimée à 4 160 habitants en 2016.

## Démographie
| 1860 | 1870  | 1880  | 1890  | 1900  | 1910  |
| ---- | ----- | ----- | ----- | ----- | ----- |
| 970  | 1 080 | 1 022 | 2 388 | 1 825 | 2 166 |

| 1920  | 1930  | 1940  | 1950  | 1960  | 1970  |
| ----- | ----- | ----- | ----- | ----- | ----- |
| 2 253 | 2 542 | 2 884 | 2 700 | 2 709 | 2 408 |

| 1980  | 1990  | 2000  | 2010  | - | - |
| ----- | ----- | ----- | ----- | - | - |
| 3 052 | 3 226 | 3 668 | 3 708 | - | - |

## Source
- (en) Cet article est partiellement ou en totalité issu de l’article de Wikipédia en anglais intitulé « Laurel, Delaware » (voir la liste des auteurs).